# Hét tenger kikötője
A Hét tenger kikötője (eredeti angol címe: Port of Seven Seas) James Whale  rendezésében készült, 1938-ban bemutatott fekete–fehér amerikai filmdráma. Magyarországon a filmet 1939 elején mutatták be.
A film a neves francia író-rendező, Marcel Pagnol három műve, az ún. Marseille-trilógia összevont cselekményének alapján készült. A trilógia első két része: a Marius (bemutató: 1929-ben) és a Fanny (1931-ben) eredetileg színpadi mű volt; a harmadik rész: César már egyenesen filmre íródott, és az abból készült francia filmet maga Marcel Pagnol rendezte, 1936-ban mutatták be.

## Cselekménye
Honoré Paisse középkorú marseille-i kereskedő régóta szerelmes egy halárúsnőbe, a fiatal Madelonba, aki azonban Mariusba, Panisse legjobb barátjának, Cesarnak a fiába szerelmes. Marius a tengerre vágyik és egy napon levélben tudatja Marionnal, hogy három évre leszerződött tengerésznek. Pár héttel később Madelon rájön, hogy gyermeket vár Mariustól. Elkeseredésében elfogadja Panisse házassági ajánlatát és bevallja neki, hogy gyermeke lesz. A férfi nagyon megörül, mert régóta szeretne gyereket. A házaspár boldogan él, az asszony kisfiúnak ad életet.
Három év múltán Marius hazaérkezik. Első útja Madelonhoz vezet, akit még mindig szeret. Az asszony kéri, hogy térjen ki útjából, ne dúlja fel a házaséletet. Marius tudja, hogy a gyermek az övé, és szeretné rávenni az asszonyt, hogy hagyja el férjét és menjen vele a gyermekkel együtt. Madelon még mindig szereti Mariust és már-már enged a kérésnek, amikor közbelép Cesar, a fiú apja. Az idős ember imádja fiát, de világosan látja a helyzetet. Elmagyarázza a fiataloknak, hogy ezt nem tehetik meg a férjjel. Az életet ugyan Marius adta a gyermeknek, de mást semmit nem tett. Panisse ellenben otthont adott neki, ruházta, nevelte, minden gondolata a gyermek, valójában tehát Panisse a gyermek igazi apja. Madelont meggyőzik Cesar szavai. Belátja, hogy mindent Panisse-nek köszönhet, legyőzi szívében a szerelmet. Ő maga kéri Mariust, hogy menjen vissza a tengerre.

## Főbb szereplők
- Wallace Beery – Cesar
- Frank Morgan – Panisse
- Maureen O'Sullivan – Madelon
- John Beal – Marius
- Jessie Ralph – Honorine
- Cora Witherspoon – Claudine
- Etienne Girardot – Bruneau
- E. Alyn Warren – Escartefigue kapitány